# Hippaliosina ovicellata
Hippaliosina ovicellata är en mossdjursart som beskrevs av Harmer 1957. Hippaliosina ovicellata ingår i släktet Hippaliosina och familjen Hippaliosinidae. Inga underarter finns listade i Catalogue of Life.